# ABC座星(スター)劇場2023 〜5 Stars Live Hours〜
『ABC座星(スター)劇場2023 〜5 Stars Live Hours〜』（エービーシーざ スターげきじょう2023 ファイブ スターズ ライブ アワーズ）は、2024年3月6日にポニー・キャニオンから発売のA.B.C-Zの16枚目の舞台・コンサート作品。
本作は2023年12月に帝国劇場にて上演された舞台『ABC座星（スター）劇場2023 〜5 Stars Live Hours〜』の映像作品。収録日は12月21日で、この日に行われた千秋楽をもってメンバーの河合郁人がグループを脱退するため5人体制最後となったステージの模様が完全収録されている。
初回限定盤には特典映像として、2022年に行われた『ABC座 10thAnniversary』の2幕がダイジェストで収録される。

## 収録内容
（）の中は原曲アーティスト

### 初回限定盤・通常盤共通
〈1幕　Act A〉
1. Overture
2. Za ABC〜5stars〜
3. Secret Agent Man（Secret Agent）
4. 恋降る月夜に君想ふ（King & Prince）
5. Believe Your Smile（V6）
6. Diamond（タッキー&翼）
7. RUN（Sexy Zone）
8. 欲望のレイン（KinKi Kids）
9. ね、がんばるよ。（KinKi Kids） ※橋本良亮ソロ[5]
10. 進むしかねぇ（WEST.）
11. 友よ（関ジャニ∞）
12. 気まぐれONE WAY BOY（THE GOOD-BYE）
13. 挑戦者（近藤真彦）
14. stripe blue（少年隊）
15. Replicant, Resistance（錦織一清） ※戸塚祥太ソロ[6]
16. Holiday（山本英美） ※塚田僚一ソロ[7]
17. ブルドッグ（フォーリーブス）
18. スシ食いねェ!（シブがき隊）
19. ネガティブファイター（Hey! Say! JUMP）
20. Kiss魂（Kis-My-Ft2）
21. サチアレ（なにわ男子）
22. この星のHIKARI（SixTONES）
23. ブラザービート（Snow Man）
24. Make It Hot（Snow Man） ※五関晃一ソロ[6]
25. この星で生まれて（ジュニア）
26. 抱きしめてTONIGHT（田原俊彦）
27. 無頼（忍者）
28. CO CO RO（光GENJI）
29. LOVE YOU ONLY（TOKIO）
30. DAYBREAK（男闘呼組）
31. Going!（KAT-TUN）
32. BIG BANG BOY（Travis Japan）
33. Turning Up（嵐）
34. SPIRIT（NEWS）
35. I’ll be there（木村拓哉） ※河合郁人ソロ[6]
36. STAY（SMAP）
37. オリジナルストーリー

〈2幕 Act Z〉
1. 雪が降る
2. JODEKI!
3. テレパシーOne! Two! × Fantastic Ride
4. A to Z
5. Twinkle Twinkle A.B.C-Z
6. OVERHEAT
7. Black Sugar
8. fragrance
9. 花言葉
10. この青空は忘れない（ジュニア）
11. Crazy about you ※橋本良亮ソロ[5]
12. story of us ※五関晃一ソロ[5]
13. If you don't know break up you don't know love ※戸塚祥太ソロ[5]
14. Vanilla
15. S.J.G. ※塚田僚一ソロ[5]
16. 君の優しさ VS 僕の愛情 ※河合郁人ソロ[5]
17. 終電を超えて〜Christmas Night
18. センセーション（SpeciaL）
19. BRAND NEW LEGEND
20. 頑張れ、友よ!
21. また出会える日まで

〈ENCORE〉
1. 明日の為に僕がいる
2. サポーターズ！

### 初回限定盤特典
ABC座 10th Anniversary（2幕ダイジェスト収録）
1. Za ABC〜5stars〜
2. REAL DX
3. 夢のHollywood
4. ブルドッグ
5. どいつもこいつも
6. ダイナマイト
7. Crazy F-R-E-S-H Beat
8. P・A・R・A・D・O・X
9. 抱きしめてTONIGHT
10. 僕らの街で
11. 恋のABO
12. サンダーバード-your voice-
13. ZOKKON 命
14. 秘・美・子
15. JAPONICA STYLE
16. ロマンチックタイム
17. TIME ZONE
18. 証拠
19. ミッドナイト・シャッフル
20. FIRE BEAT
21. BANGER NIGHT
22. The Answer
23. Amazing Love
24. Magic Touch
25. LIFE〜目の前の向こうへ〜
26. Sexy Summerに雪が降る
27. Never My Love
28. STAR LIGHT
29. 微笑みをあずけて
30. ガラスの十代
31. 太陽の笑顔
32. センセーション
33. サイレン
34. LET'S SING A SONG
35. #IMA